# English Racing Automobiles
Pour les articles homonymes, voir ERA.
English Racing Automobiles, ou  ERA, était un constructeur automobile britannique, actif de 1933 à 1954. De nos jours, la marque est détenue par un fabricant britannique de kit-car.

## Avant-guerre

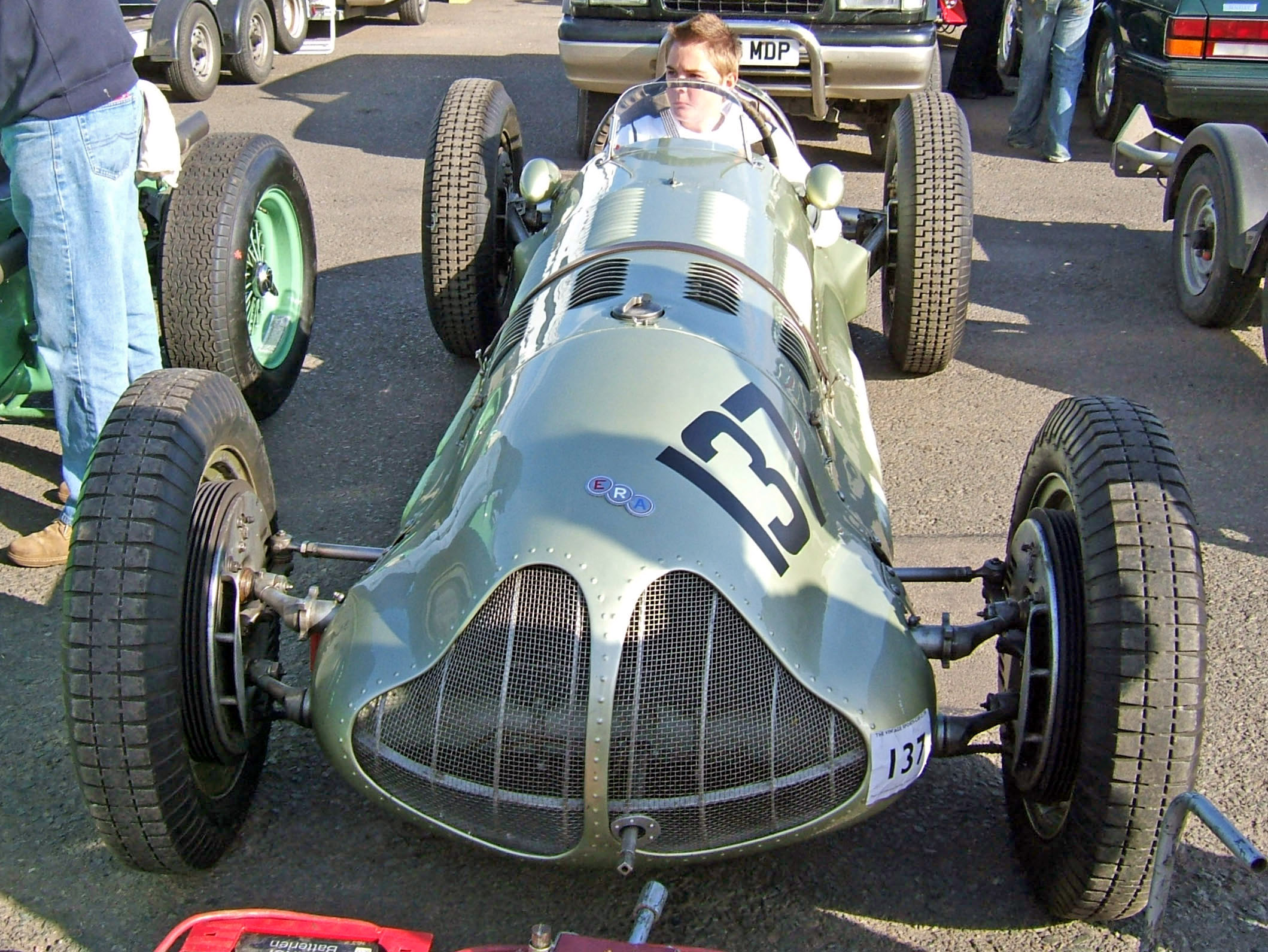
ERA E-type GP1 à Donington Park en 2007.

La marque ERA est fondée en novembre 1933 par Humphrey Cook, Raymond Mays et Peter Berthon et établie à Bourne dans le Lincolnshire, à côté de l'Eastgate House, la maison familiale de Raymond Mays. Leur ambition est de fabriquer et former une équipe avec des monoplaces capables de défendre le prestige britannique lors des courses sur le continent européen.
Le coût de construction d'une voiture de Grand Prix étant trop important, ERA commence par produire des voitures de 1 500 cm3 suralimentées équivalent aujourd'hui à une Formule 2. Humphrey Cook finance l'opération en utilisant la richesse de l'entreprise familiale de vêtements et de draps, Cook, Son & Co. Peter Berthon est responsable de la conception de la voiture, tandis que Raymond Mays en est le pilote essayeur car il a déjà couru avec succès pour plusieurs autres marques dont Vauxhall, Bugatti et Riley.
Un nouveau châssis est conçu par le designer britannique Reid Railton (qui a également dessiné les voitures Bluebird conçue pour battre des records de vitesse pour Malcolm Campbell) et est construit par l'atelier Thomson & Taylor à Brooklands. Le moteur est basé sur un Riley 6 cylindres, mais est modifié sur un certain nombre de points importants. Le moteur utilise un compresseur conçu sur mesure par Murray Jamieson qui a travaillé avec Mays et Berthon sur la Riley White. Le moteur de l'ERA peut avoir trois configurations différentes : un 1 500 cm3 de base et un 1 100 cm3 susceptible d'être poussé jusqu'à 2 000 cm3. Dans sa configuration 1 500 cm3, le moteur est capable de produire entre 180 et 200 chevaux pour 250 à 275 lorsqu'il était dans sa forme de 2 000 cm3.
La présentation de la première ERA, la R1A, à la presse et au public a lieu à Brooklands, le 22 mai 1934. Après un châssis initial qui pose un problème et qui nécessite un certain nombre de modifications, ERA trouve la formule gagnante. À la fin de l'année, ERA a déjà ouvert son compteur de victoire, en gagnant une course à Donington. En 1935, ERA commence véritablement à gagner, ainsi lors d'une  course au Nürburgring, ERA prend la première, la troisième, la quatrième et la cinquième place.
L'ERA E-Type apparaît juste avant la Seconde Guerre mondiale, mais n'est pas complètement aboutie.

## Après-guerre

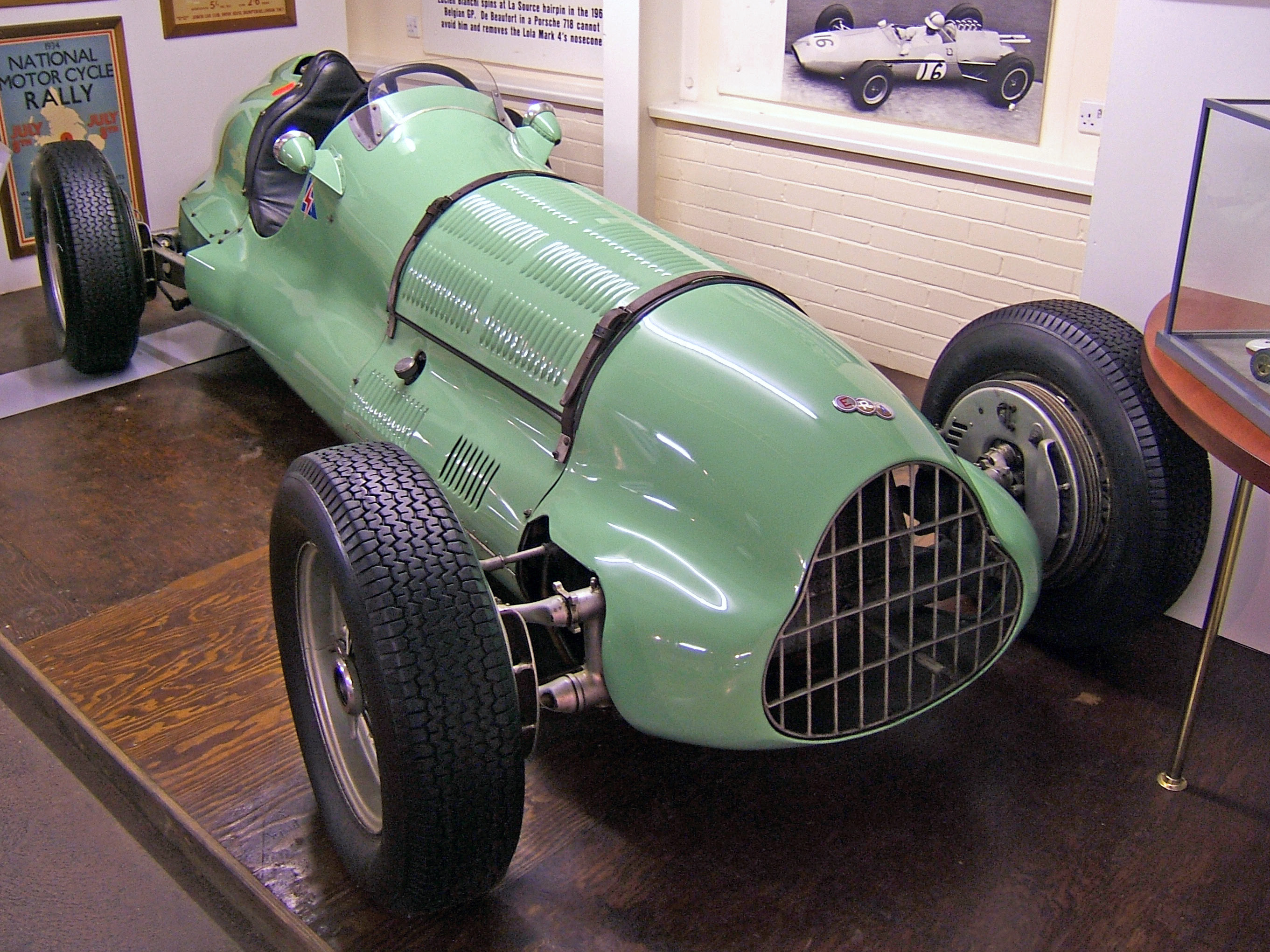
ERA E-type Formula One de 1950 au musée de Donington Park.

La Seconde Guerre mondiale met un terme à la course automobile en Europe et le site de fabrication de Bourne est utilisé afin de produire des composants pour les avions. Lorsque les courses reprennent à la fin des années 1940, Berthon et Mays travaillent désormais sur le projet British Racing Motors.
Fin 1947, ERA reprend ses opérations à Dunstable avec un nouveau propriétaire, Leslie Johnson, qui achète également une des trois monoplace ERA E-type restante.

Une nouvelle monoplace 1,5 litre de Formule 2, la G-Type, court dans le Championnat du monde de Formule 1 1952 qui se déroule pour la première fois sous le règlement technique de la Formule 2. La voiture utilise un moteur Bristol avec Stirling Moss au volant, mais les résultats sont décevants. Moss dit : 

« C'était, avant tout, un projet qui a fit beaucoup de bruit pour très peu. En ce moment, j'ai été très déçu par l'approche du professeur Clever concernant la conception des voitures de course. Je finis par apprendre que même le plus brillant des concepts pouvait échouer si l'équipe impliquée n'a pas la main-d'œuvre, l'organisation et l'argent pour corriger les problèmes que l'on peut rencontrer. »

Johnson vend des voitures à Bristol Cars, qui les utilise comme base pour réaliser la Bristol 450 qui gagne plusieurs fois les 24 Heures du Mans dans la catégories S 2.0 dans le milieu des années 1950. Il place l'entreprise dans une optique de recherche et développement en ingénierie. Finalement, Johnson vend l'entreprise au motoriste Zenith, qui la revend à Solex, un autre motoriste.
Bien que renommé Engineering Research and Application et toujours dans une optique de recherche et développement, ERA réalise encore quelques petites préparation automobiles. Ainsi dans les années 1980 apparaît la ERA Mini Turbo, une version turbo de la Mini capable d'atteindre les 185 km/h.

## Aujourd'hui

### ERA en compétition

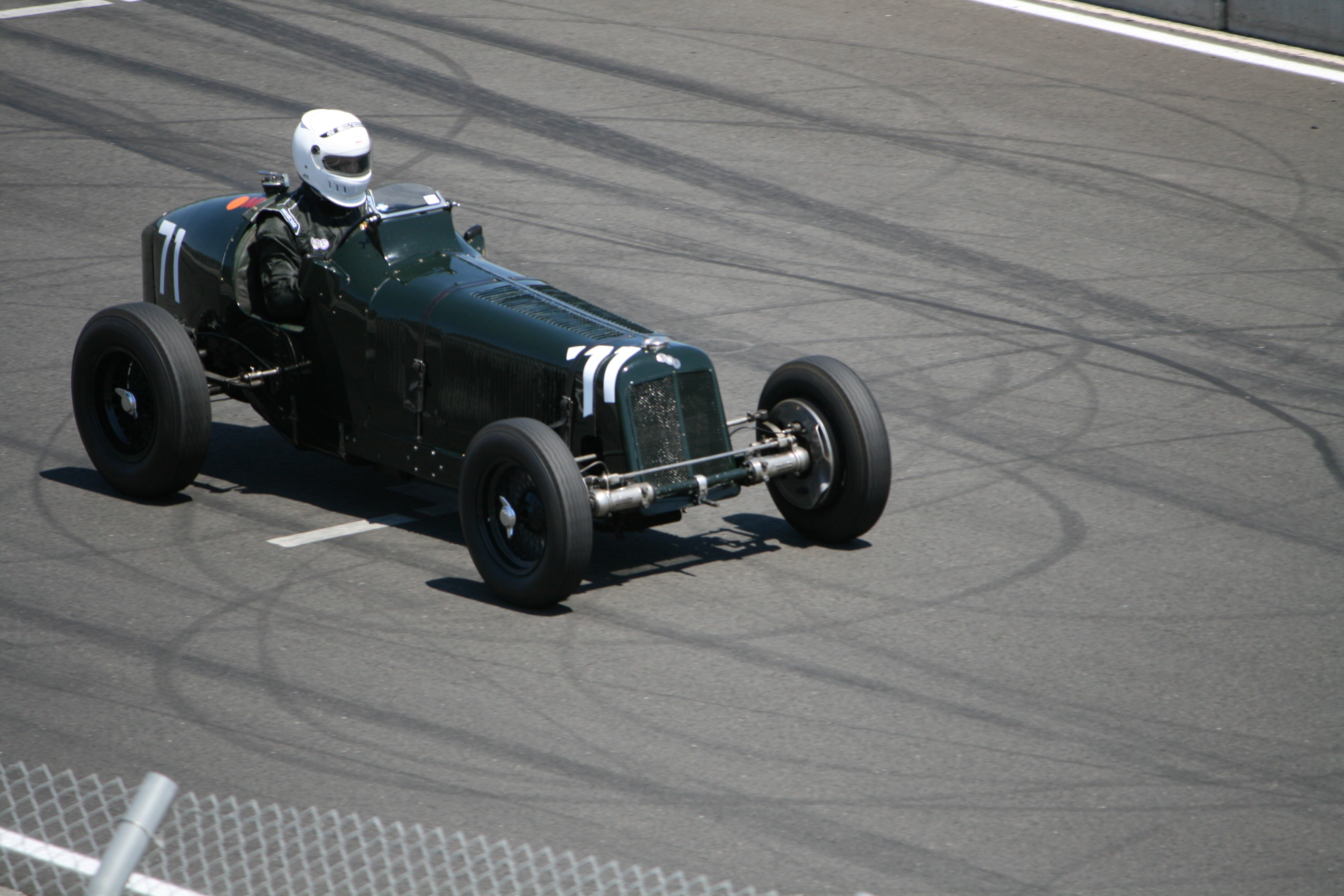
ERA R2A 1.5 L de 1934 à Laguna Seca en 2008.

Une grande majorité des ERA d'avant-guerre sont encore capables de rouler. Celles-ci disputent des meetings historiques, la plus récente des voitures a environ soixante-dix ans. ERA est particulièrement associée à la course de côte de Shelsley Walsh grâce à Raymond Mays, vainqueur des deux premiers championnats britannique des courses de côte en 1947 et 1948, en effet ERA détient depuis de nombreuses années le record du circuit pour une voiture d'avant-guerre.

### Exposition Mays
Il existe une exposition permanente sur la contribution de Raymond Mays à la course automobile, comprenant aussi ses jours passé chez ERA, au Bourne Civic Society's heritage centre à Bourne.

### Marque ERA
Le fabricant de voitures de sport et de kit-car Tiger Racing,  situé au Royaume-Uni depuis vingt ans, détient les droits de la marque ERA et a produit deux véhicules sous ce nom : une voiture de sport deux places appelée « ERA 30 », similaire à la Lotus 23 et la Lotus 30, ainsi qu'une monoplace appelée « ERA HSS ».

## Résultats complets en championnat du monde de Formule 1
| Saison | Écurie  | Châssis    | Moteur     | Pneumatiques | Pilotes       | Courses | Courses | Courses | Courses | Courses | Courses | Courses | Courses | Points inscrits | Classement |
| Saison | Écurie  | Châssis    | Moteur     | Pneumatiques | Pilotes       | 1       | 2       | 3       | 4       | 5       | 6       | 7       | 8       | Points inscrits | Classement |
| ------ | ------- | ---------- | ---------- | ------------ | ------------- | ------- | ------- | ------- | ------- | ------- | ------- | ------- | ------- | --------------- | ---------- |
| 1952   | ERA Ltd | ERA Type G | Bristol L6 | Dunlop       |               | SUI     | 500     | BEL     | FRA     | GBR     | GER     | NED     | ITA     | -               | -          |
| 1952   | ERA Ltd | ERA Type G | Bristol L6 | Dunlop       | Stirling Moss |         |         | Abd     |         | Abd     |         | Abd     |         | -               | -          |

| Saison | Écurie             | Châssis      | Moteur | Pneus  | Pilotes            | Grands Prix disputés |
| ------ | ------------------ | ------------ | ------ | ------ | ------------------ | -------------------- |
| 1950   | T.A.S.O. Mathieson | ERA Type E   | ERA    | Dunlop | Leslie Johnson     | 1                    |
| 1950   | Tony Rolt          | ERA Type E   | ERA    | Dunlop | Tony Rolt          | 1                    |
| 1950   | Peter Walker       | ERA Type E   | ERA    | Dunlop | Peter Walker       | 1                    |
| 1950   | Cuth Harrison      | ERA Type B   | ERA    | Dunlop | Cuth Harrison      | 3                    |
| 1950   | Bob Gerard         | ERA Type B/C | ERA    | Dunlop | Bob Gerard         | 2                    |
| 1950   | Raymond Mays       | ERA Type D   | ERA    | Dunlop | Raymond Mays       | 1                    |
| 1951   | Bob Gerard         | ERA Type B/C | ERA    | Dunlop | Bob Gerard         | 1                    |
| 1951   | Brian Shawe-Taylor | ERA Type B   | ERA    | Dunlop | Brian Shawe-Taylor | 1                    |